# 安全建議標準詞列表
安全建議標準詞（英語：Safety phrases，簡寫：S-phrases）是於《欧盟指導標準67/548/EEC 附錄Ⅳ: 有關危險物品與其儲備的安全建議》裡定義。該列表被集中並再出版於指導標準2001/59/EC（页面存档备份，存于），讀者於該處也可以找到其他欧盟語系翻譯。
該處安全建議標準詞為國際通用，並不只是侷限於歐洲，而目前正努力使用「全球化學品統一分類和標籤制度」（GHS）來達成完全的國際統一，該制度目前已普遍取代這些安全建議標準詞。

## 列表
注意：缺少S-號碼的組合表示標準詞被刪除或者被其他標準詞取代。
- S1：上鎖儲存
- S2：防止兒童觸及
- S3：置於陰涼處
- S4：遠離住家空間
- S5：保存在液體中（液體種類由生產廠家指定）
- S6：保存在惰性氣體中（氣體種類由生產廠家指定）
- S7：保管容器必須嚴格密閉
- S8：保管容器必須保持乾燥
- S9：容器必須儲放於通風良好的地方
- S12：不要密封保存
- S13：遠離食品、飲料、飼料等
- S14：遠離製造者指定的敏感物質
- S15：遠離熱源
- S16：遠離燃點 - 禁煙
- S17：遠離可燃物
- S18：小心處理容器與開啟容器
- S20：使用中嚴禁飲食
- S21：使用中禁煙
- S22：不要吸入微塵
- S23：不要吸入瓦斯/毒氣/蒸氣/泡沫（合適用詞由製造業者指定）
- S24：避免接觸皮膚
- S25：避免接觸眼睛
- S26：接觸眼睛後立即用大量清水沖洗並求醫
- S27：立即脫去被污染了的衣服
- S28：接觸皮膚後立即用大量液體沖洗（用來沖洗的液體由生產廠家指定）
- S29：禁止排入下水道
- S30：嚴禁向該製品加水
- S33：預防靜電
- S35：該物質及容器必須以安全方式處置
- S36：穿戴適合的防護服
- S37：穿戴適合的手套
- S38：通風不良時穿戴適合的呼吸裝備
- S39：穿戴適合的護臉護眼裝備
- S40：用清潔劑清洗被該物質污染過的地面和所有物品（清潔劑由生產廠家指定）
- S41：著火爆炸時不要吸入煙霧
- S42：薰蒸或噴灑時佩帶適合的呼吸裝備
- S43：著火時用指定物質滅火（如噴水增加危險性，請加注嚴禁用水）
- S45：發生事故或感到不適時立即求醫，可能的話出示標籤
- S46：誤服後立即求醫，可能的話出示容器或標籤
- S47：保持溫度不高於（生產廠家指定的溫度）
- S48：用指定物質保持濕潤
- S49：限原容器儲存
- S50：禁止與某些物質混合（所限物質由生產廠家指定）
- S51：僅可於通風處使用
- S52：不推薦在表面積大的區域內部使用
- S53：防止暴露：使用前需獲特別指導
- S56：在危險廢物或有毒廢物收集處處置該物質及容器
- S57：適當封存以免污染環境
- S59：參考生產廠家/提供商所給信息進行回收/再利用
- S60：該物質及容器必須按危險廢物放置
- S61：防止排向環境，參考特別指示或安全技術說明書操作
- S62：誤服後不要催吐並立即求醫，可能的話出示容器或標籤
- S63：意外吸入時，移動傷者至通風空氣清新處並保持休息
- S64：若不慎吞服並且患者仍清醒，用清水漱口

## 组合
- S1/2：上鎖儲存並防止兒童觸及
- S3/7：保管容器必須嚴格密閉並置於陰涼處
- S3/7/9：保管容器必須嚴格密閉並置於陰涼、通風良好的地方
- S3/9/14：置於陰涼、通風良好的地方，並遠離製造者指定的敏感物質
- S3/9/14/49：限原容器儲存，置於陰涼、通風良好的地方，並遠離製造者指定的敏感物質
- S3/9/49：限原容器儲存，置於陰涼、通風良好的地方
- S3/14：置於陰涼處並遠離製造者指定的敏感物質
- S7/8：嚴格密閉，保持乾燥
- S7/9：嚴格密閉，保持通風
- S7/47：保管容器必須嚴格密閉且保持溫度不高於（生產廠家指定的溫度）
- S20/21：使用中嚴禁飲食吸煙
- S24/25：防止接觸皮膚與眼睛
- S27/28：接觸皮膚後立即脫去被污染了的衣服並用大量液體沖洗（用來沖洗的液體由生產廠家指定）
- S29/35：該物質及容器必須以安全方式處置並禁止排入下水道
- S29/56：在危險廢物或有毒廢物收集處處置該物質及容器，禁止排入下水道
- S36/37：穿戴適合的防護服及手套
- S36/37/39：穿戴適合的防護服、手套及護眼護臉裝備
- S36/39：穿戴適合的防護服及護眼護臉裝備
- S37/39：穿戴適合的手套及護眼護臉裝備
- S47/49：限原容器儲存並保持溫度不高於（生產廠家指定的溫度）

## 外部連結
- Directive 2001/59/CE  请检查|url=值 (帮助).   [2018-09-01]. （原始内容存档于2021-01-15） （法语）.
- http://www.creative-proteomics.com/products/stable-isotope-labeled-full-length-ms-protein-standard_103.htm （页面存档备份，存于） isotope labeling